# 澳大利亚篮球协会
澳大利亚篮球协会（ABA）是澳大利亚二线半职业男子&女子篮球组织，曾经隶属于全国职业篮球协会（NBL）以及全国女子篮球联盟（WNBL）旗下。该协会并合了5大地区联盟，覆盖了男子女子篮球联赛，它们分别是：大V（维多利亚），超级联赛（南澳），昆士兰篮球联盟（昆士兰），东南澳篮球联赛（东南澳）以及特洛皮联盟（新南威尔士）。

## 历史
澳洲篮球联赛（ABA）起源最早可追溯至1965年，八大俱乐部在东南赛区(SEC)展开角逐。东南赛区持续了六个赛季直至1971年，澳洲俱乐部锦标赛达到顶峰。
当澳洲俱乐部锦标赛因为澳洲第一个真正意义上的全国竞赛联盟-全国篮球联盟全国篮球联盟崛起而退出了舞台，1981年，东南赛区以东南篮球联盟（SEBL）的身份重获新生。东南篮球联盟在1986年被划分为南赛区和东赛区两大格局，该联盟目前由21支球队组成，覆盖新南威尔士，澳大利亚首都直辖区， 塔斯马尼亚以及维多利亚州。
同年，昆士兰州篮球联盟成立。1988年，东南篮球联盟更名为东南澳篮球联盟，1990年，女子篮球竞赛被引进。 1992年，东南澳篮球联盟更名为大陆篮球协会（CBA），1994年，大陆篮球协会与昆士兰北赛区，东南赛区合并扩充为三大赛区竞赛联盟。1994年标志着在澳洲篮球联盟历史上，第一年有东南赛区以外的联盟球队在全国巡回赛季末参与角逐。
1998年，随着南澳中央赛区的加盟，联盟进一步扩大。南澳联盟自1957年以来开始运营，最终加盟不断扩大的全国竞赛联盟。在同一年，全国篮球联盟和全国女子篮球联盟的赛季转换至夏季，使得大陆篮球协会得以供给专业运动员一个在冬季展示技巧的舞台。1998年12月，澳洲篮球收购了大陆篮球协会，并更名为澳洲篮球协会。自1999年以后，这一联赛被熟知为ABA。
从2002年至2006年，五大联盟锦标赛以及一系列外卡 条款都在澳大利亚篮球协会全国总决赛得以展现。这一真正意义上的澳大利亚篮球协会全国总决赛系列标志着澳洲篮球新时代的到来。 澳大利亚篮球协会全国总决赛在2007年被人熟知为澳洲俱乐部锦标赛（ACC），然而在2008澳洲俱乐部锦标赛后，澳洲篮球委员会自2009年以来接管了所有州立联盟和联赛。

## 其他
- 澳大利亚篮球官方网址
- 1998 CBA teams （页面存档备份，存于）
- 1981 to 1999 champions